# Station biologique de Roscoff
Pour les articles homonymes, voir SBR.
La Station biologique de Roscoff est un centre de recherche et d'enseignement en biologie marine et écologie marine sous tutelle de la faculté des sciences et ingénierie de Sorbonne Université et du CNRS. 
Elle est fondée par Henri de Lacaze-Duthiers en 1872. Elle accueille de nombreux chercheurs et étudiants.

## Présentation générale
Située à Roscoff (Finistère), sur la côte nord de Bretagne au bord d'une mer à fortes marées, la Station biologique de Roscoff (SBR) présente dans son voisinage immédiat une exceptionnelle variété de biotopes, pour la plupart accessibles à marée basse, et peuplés d'une très grande diversité d'espèces marines animales (3 000) et végétales (700). Fondée en 1872 par le professeur titulaire de la chaire de Zoologie de la Sorbonne, Henri de Lacaze-Duthiers.
Tous les personnels de la station biologique, soit environ 300 chercheurs et enseignants-chercheurs, ingénieurs et techniciens, doctorants, sont intégrés dans une ou plusieurs unités de recherche reconnues par le CNRS. Les diverses équipes de la Station biologique abordent des domaines d'étude qui vont de la structure fine et du fonctionnement de la macromolécule biologique à celui de l'océan global. Un accent particulier est mis sur les approches de génomique. Dotée d'une logistique hôtelière et d'équipements pédagogiques, la SBR permet d'enseigner la zoologie, la phycologie, l'écologie et l'océanologie côtière. Ces enseignements sont délivrés dans le cadre du Master de Sorbonne Université. La SBR édite depuis 1960 une revue scientifique internationale bilingue, les Cahiers de biologie marine (CBM). Elle accueille chaque année de 12 à 15 conférences nationales et internationales, dont les conférences Jacques-Monod.

## Histoire

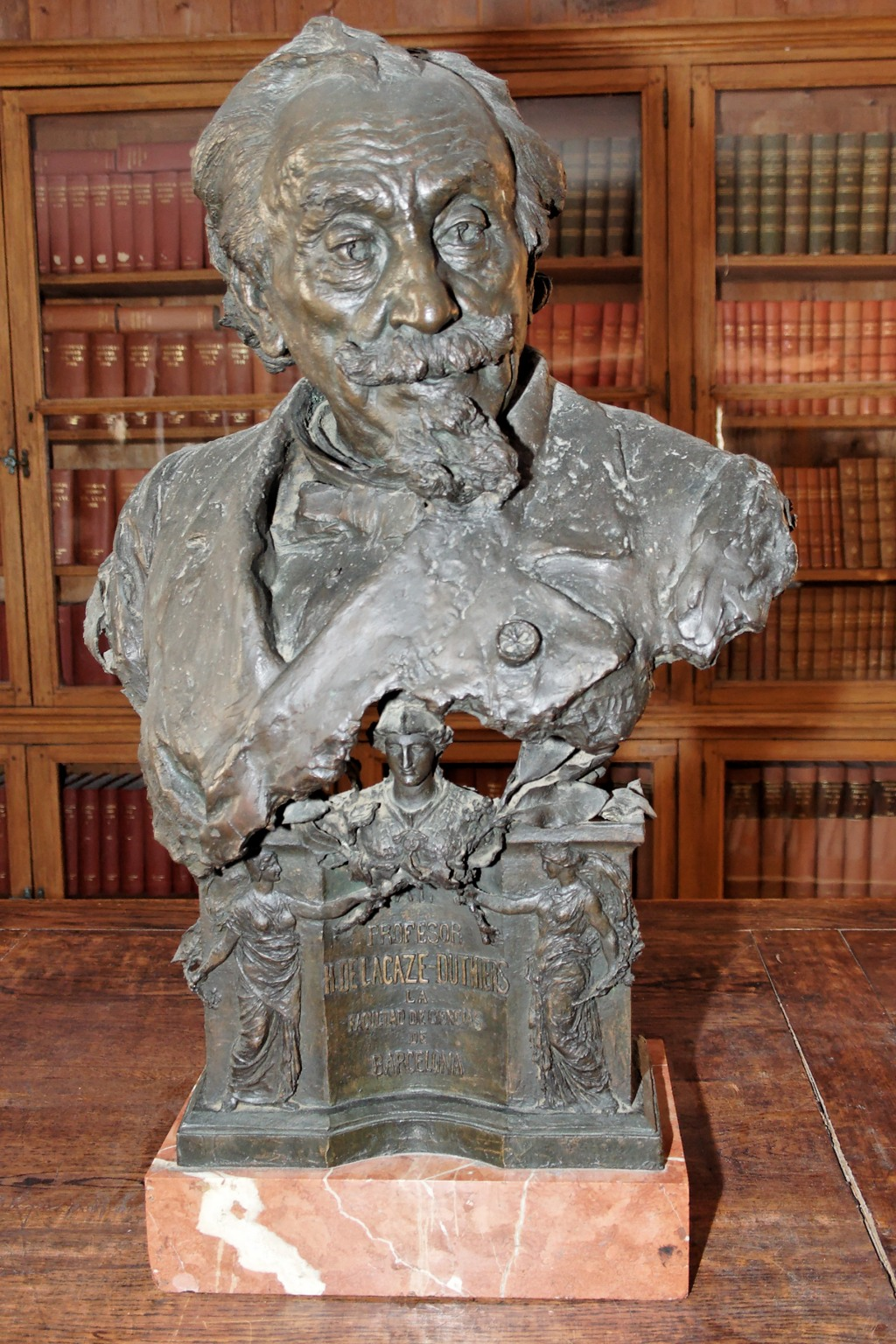
Henri de Lacaze-Duthiers, le fondateur de la station.

Le 20 août 1872, le Laboratoire de zoologie expérimentale est créé par Henri de Lacaze-Duthiers, titulaire de la chaire d'anatomie comparée et de zoologie à la Sorbonne. Il s'agit de la 3e station marine créée après celles de Concarneau en 1859 et de Naples en 1872.
En 1881, le vivier est construit. Le rez-de-chaussée de l'aile nord du laboratoire Lacaze-Duthiers est construit en 1891. Le premier étage de l'aile nord du laboratoire Lacaze-Duthiers est terminé en 1906.
En 1934, la maison du directeur est construite. En 1938, c'est le début de la construction de l'aquarium Charles-Pérez, ouvert au public en 1952 et fermé depuis 2004 pour rénovations. Construction en 1954 du bâtiment CNRS Yves-Delage (aile ouest).
En 1958, l'Hôtel de France est acquis, hébergeant la cantine, des salles de réunion et des chambres pour les visiteurs. En 1969, le bâtiment CNRS Georges-Teissier est construit (ailes nord et est).
En 1995, découverte de la roscovitine, kinase dépendante des cyclines (CDK), devenue un des inhibiteurs de CDK à visée antitumorale le plus couramment utilisé en recherche fondamentale et appliquée.
En 2006, l'hôtel "le Gulf Stream" de Roscoff est racheté afin d'augmenter les capacités d'accueil de la station et y déplacer le restaurant hébergé jusqu'alors dans l'Hôtel de France.
En 2011, l'Institut de Génomique Marine de Roscoff est construit (IGM : agence Barré-Lambot) afin d'augmenter les capacités d'accueil, d'enseignement et la surface de recherche de la station.
| Nom                                      | Début | Fin     |
| ---------------------------------------- | ----- | ------- |
| Henri de Lacaze-Duthiers                 | 1872  | 1901    |
| Yves Delage                              | 1901  | 1920    |
| Charles Pérez                            | 1921  | 1945    |
| Georges Teissier                         | 1945  | 1971    |
| Joseph Bergerard                         | 1971  | 1981    |
| Interim (Louis Cabioch, Pierre Guerrier) | 1981  | 1982    |
| Pierre Lasserre                          | 1983  | 1993    |
| André Toulmond                           | 1993  | 2003    |
| Bernard Kloareg                          | 2004  | 2018    |
| Catherine Boyen                          | 2019  | présent |

| Nom           | Période          |
| ------------- | ---------------- |
| La Dentale    | fin du XIXe      |
| Le Cachalot   | début du XXe     |
| Le Pluteus    | 1e moitié du XXe |
| Le Pluteus II | 2e moitié du XXe |
| La Mysis      | 2e moitié du XXe |
| La Néomysis   | XXIe             |

## Activités de recherche
Les équipes de la station mènent des recherches sur différentes espèces marines. Elles étudient notamment les oursins, animaux chez lesquels la fécondation externe, et les divisions rapides et synchrones des premiers stades de développement permettent d’étudier le contrôle cellulaire et l’importance de la traduction des protéines au début de l’embryogenèse, avec des débouchés potentiels en embryologie ou en cancérologie.  En 2006, les scientifiques de la station ont pu séquencer le premier génome de l'oursin Strongylocentrotus purpuratus.  Des travaux sont toujours en cours, dans le cadre d'un consortium européen, pour l'analyse d'espèces locales, comme Paracentrotus lividus ou Sphaerechinus granularis.
Les équipes de la station s'intéressent également à certaines algues, comme les laminaires, pour essayer de comprendre leur cycle de vie, leur mode de reproduction, leur immunité ou leur association avec d'autres organismes. En 2010, les chercheurs de la station ont été les premiers à séquencer entièrement le génome de l’algue brune Ectocarpus, qui est un organisme modèle pour comprendre les autres algues. Étudier les algues présente également un intérêt pour comprendre leur rôle dans la photosynthèse et leur part dans la production d'oxygène. 

## Galerie d'images

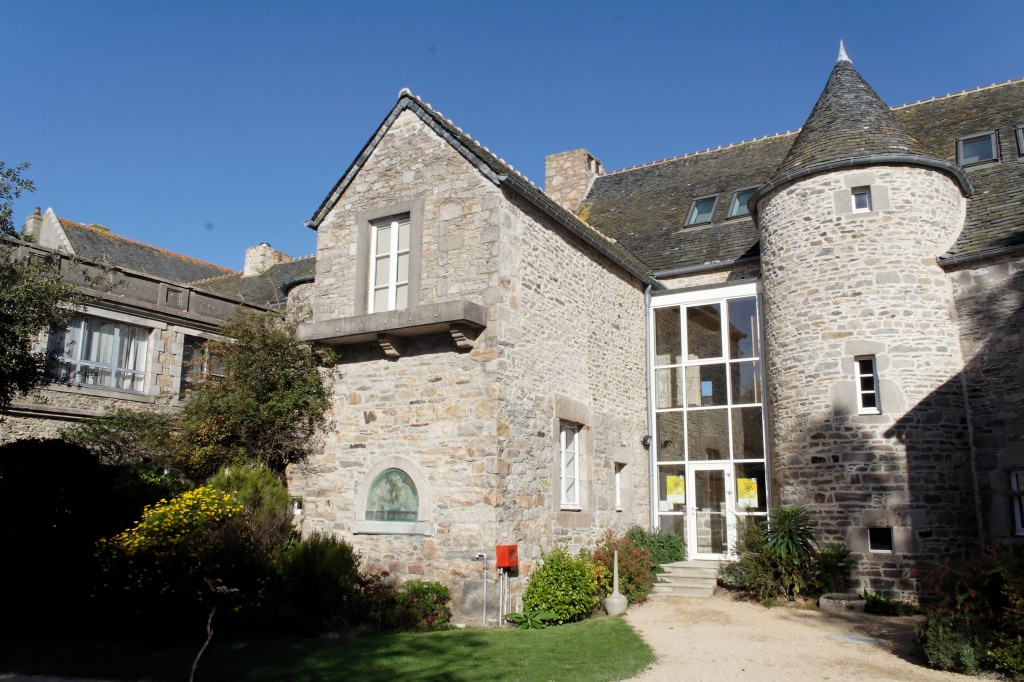
Bâtiment Lacaze-Duthiers
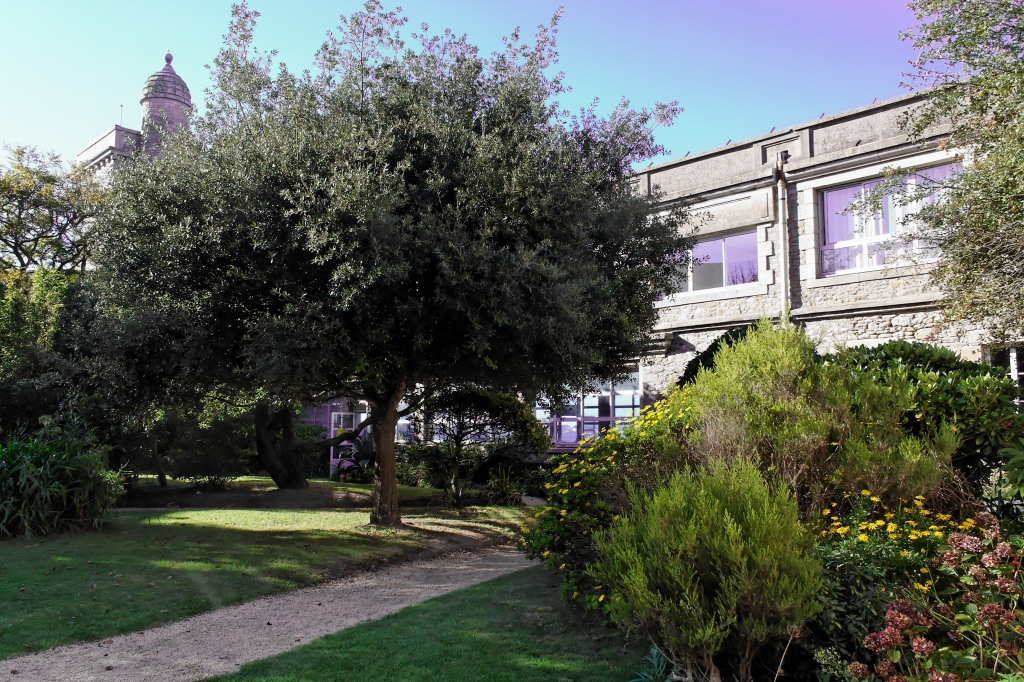
Jardin
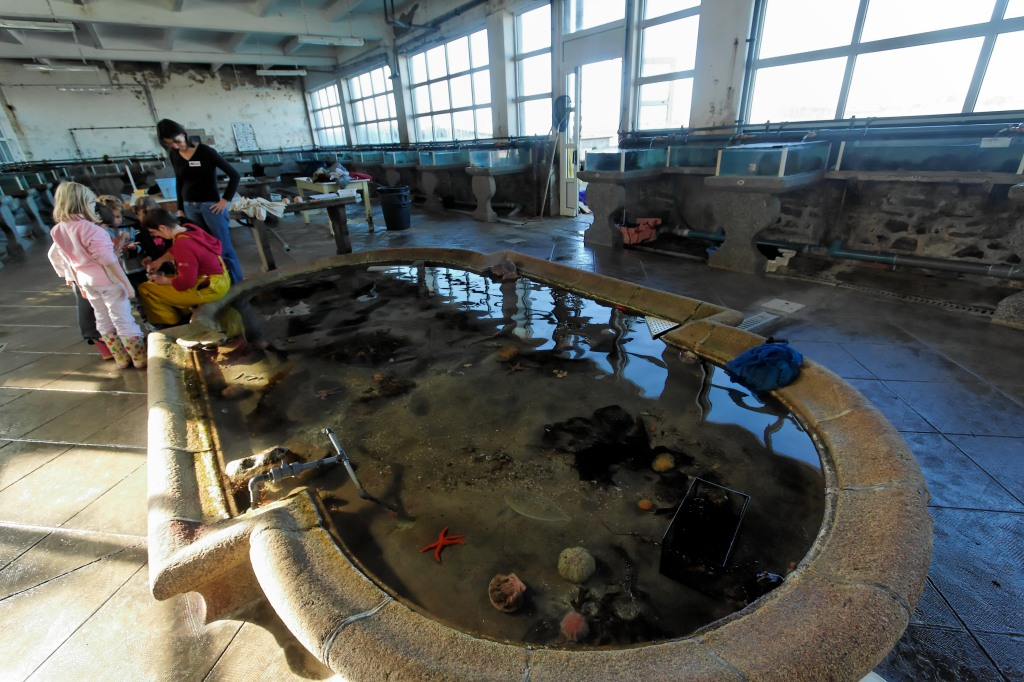
Aquarium de recherche
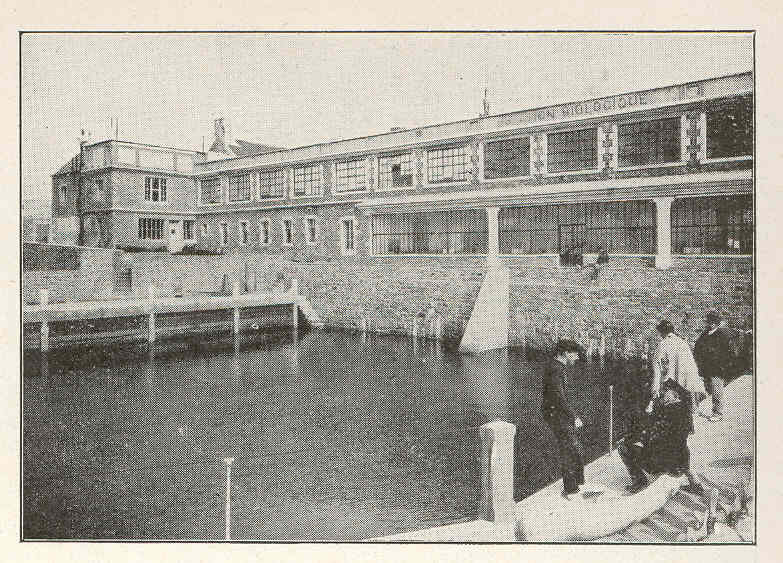
Le vivier en 1913
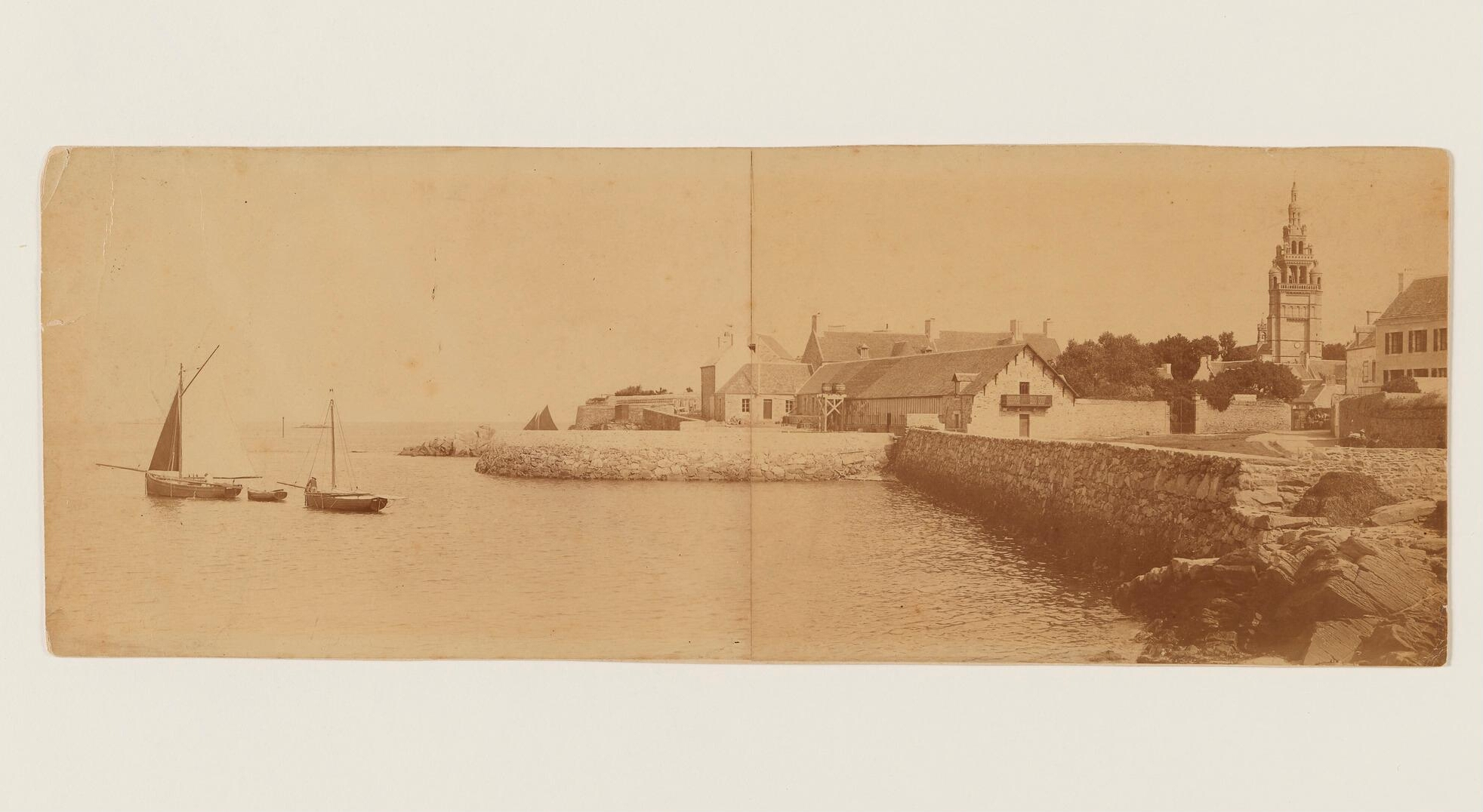
Photographie panoramique de 1885
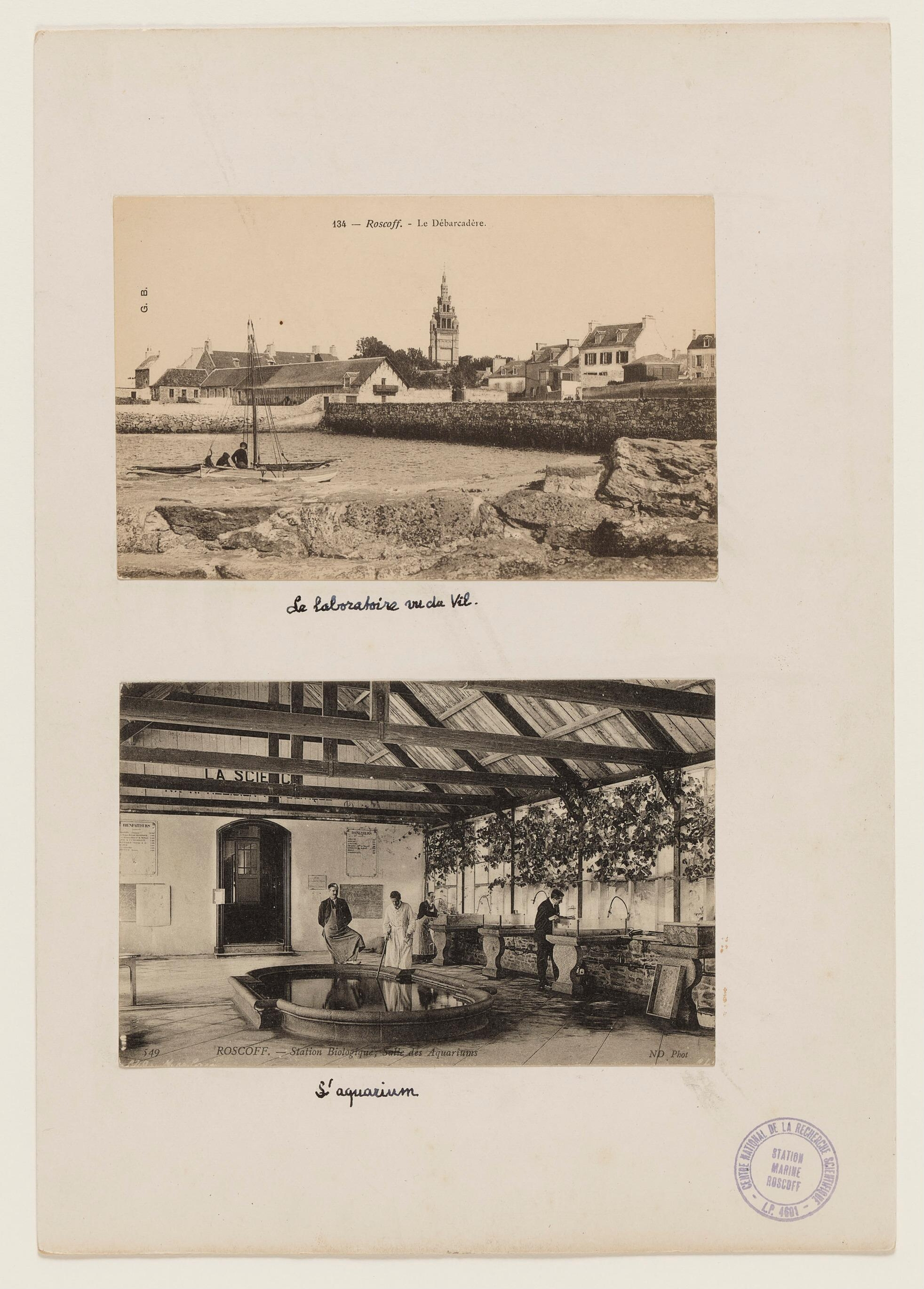
Vue extérieure et vue de la salle des aquariums en 1848 (cartes postales)
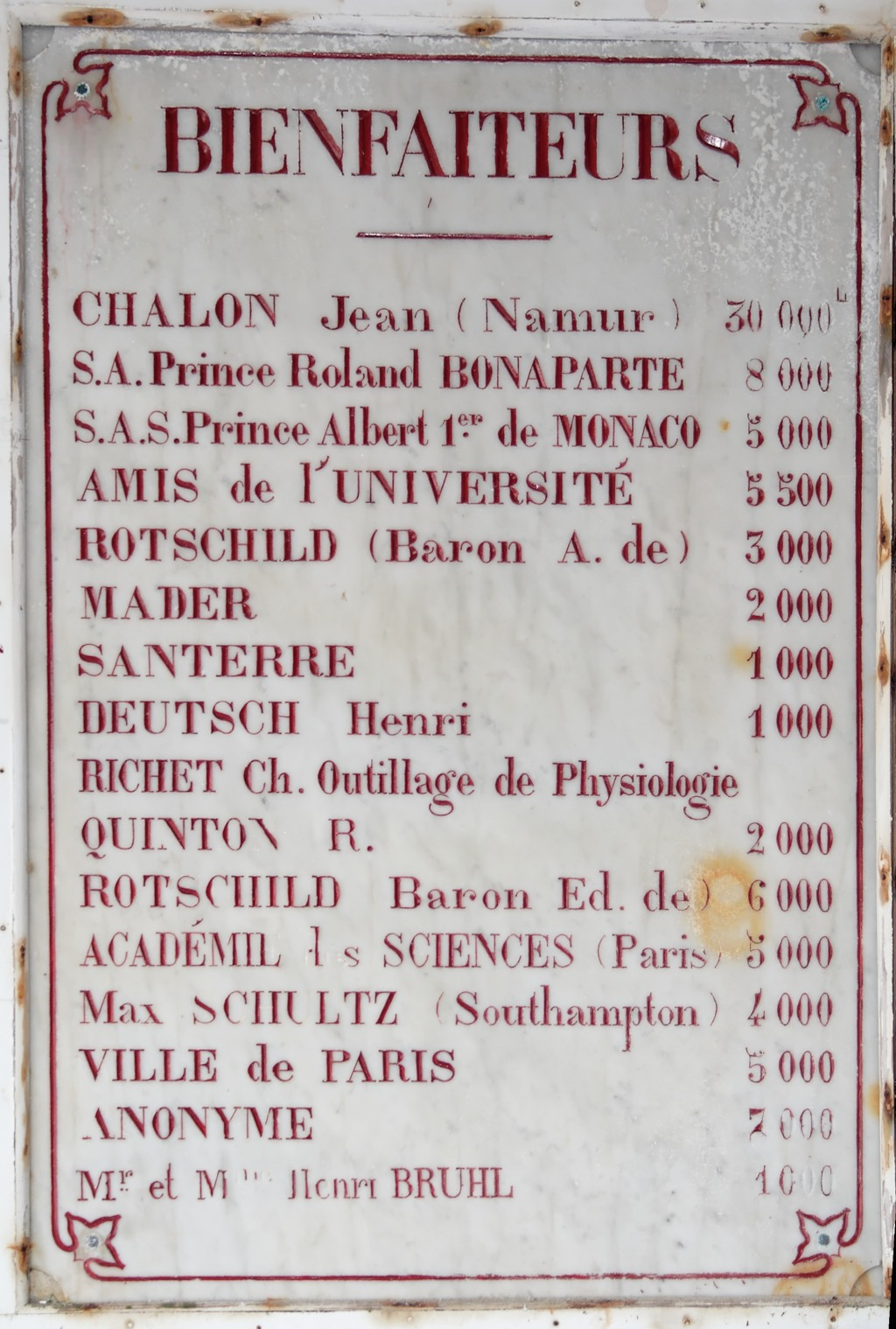
Les bienfaiteurs des débuts
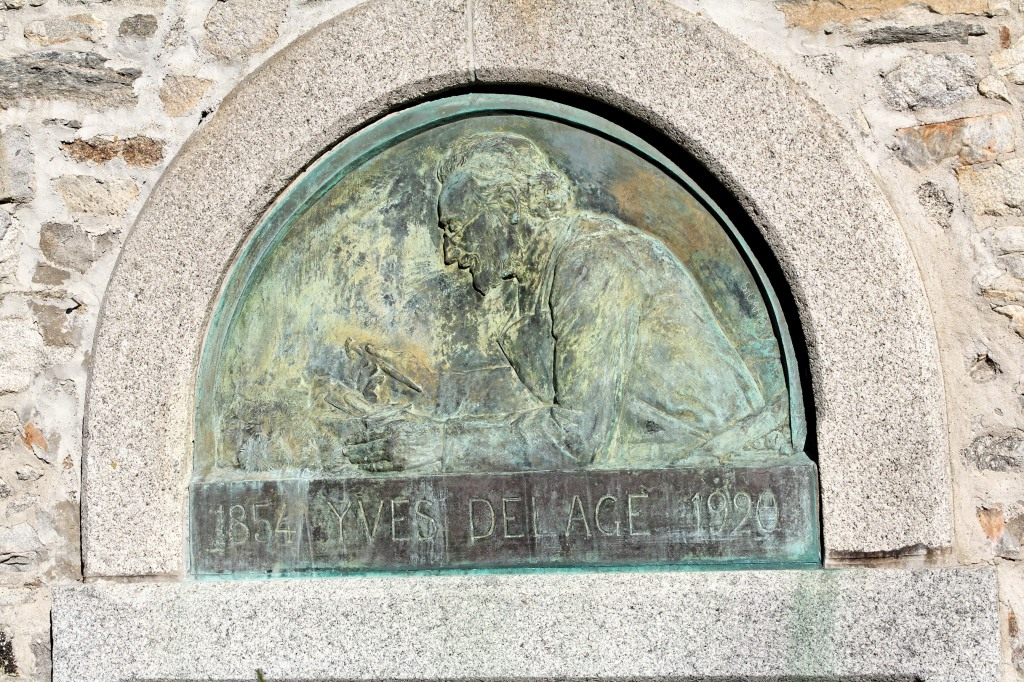
Yves Delage, directeur de 1901 à 1921

#### Histoire
- Historique de la Station biologique par André Toulmond
- Archives de la Station biologique de Roscoff
- Archives et collections numérisées de la Station biologique de Roscoff
- Biographie de Georges Teissier
- « Fonds iconographique »(Archive.org • Wikiwix • Archive.is • Google • Que faire ?)